# Some Girls Do
Some Girls Do (conocida en español como Más peligrosas todavía en España y Algunas chicas lo hacen en México y Argentina) es una película de comedia y espionaje británica de 1969 dirigida por Ralph Thomas. Fue la segunda de las películas renovadas de Bulldog Drummond (después de Deadlier Than the Male de 1967) protagonizada por Richard Johnson como Drummond, realizada tras el éxito de las películas de James Bond de la década de 1960.

## Arguemento
Una serie de accidentes inexplicables ocurren durante el desarrollo del primer avión supersónico del mundo, el SST1: un hombre es víctima de una asistente de vuelo homicida y dos mujeres realizan actos separados de sabotaje durante las pruebas. El Ministerio del Aire pide a Hugh «Bulldog» Drummond que investigue.
Con la ayuda de la despistada rubia estadounidense Flicky, Drummond descubre un complot de la mente criminal Carl Petersen, que puede ganar ocho millones de libras si el avión no está listo en una fecha determinada. Petersen, asistido por las hermosas pero letales asesinas Helga y Pandora, ha desarrollado una serie de robots: hermosas chicas con cerebros electrónicos para ayudarlo a sabotear el proyecto SST1 mediante infrasonidos (ondas sonoras con una frecuencia demasiado baja para ser detectadas por el oído humano) que pueden dirigirse a personas u objetos con resultados devastadores.
Después de los ataques de sabotaje iniciales por parte de los robots de Petersen, Helga y Pandora comienzan a asesinar sistemáticamente a varias personas asociadas con el SSTI, como el ingeniero Dudley Mortimer y Miss Mary, una espía que dirige una clase de cocina como fachada para sus actividades. Helga localiza a Drummond en una competición de tiro e intenta matarlo colocando una bomba en su teléfono después de acostarse con él. Luego, Helga y Pandora intentan matar a Drummond nuevamente chocando contra su planeador. La cuerda de su paracaídas es saboteada, pero Drummond logra abrir manualmente su paracaídas y escapar de la muerte.
El rastro lleva a Drummond al norte de África, siguiendo una pista en una lancha motora propulsada por infrasonidos, donde lo ayuda Peregrine Carruthers de la embajada británica. Pandora mata al propietario del barco con un dispositivo de infrasonido en miniatura, pero su intento de robar el barco se ve frustrado. Drummond y Peregrine deciden conducir el barco a motor en una carrera programada: Helga y Pandora también participan en la carrera y capturan con éxito a los hombres y el barco, entregándolos a todos a Petersen en su cuartel general en la isla, atendido por un ejército de sus robots femeninos, entre ellos el defectuoso pero entrañable número 7. Drummond y Peregrine también se reencuentran con Flicky, quien se ha infiltrado con éxito en la organización de Petersen.
Durante la cena, Petersen revela todos los detalles de su plan para utilizar tecnología de infrasonidos para sabotear el vuelo inaugural del SST1. Esa noche, Drummond vuelve a dormir con Helga, mientras Pandora se contenta con seducir a Peregrine. Por la mañana, Drummond intenta recuperar la lancha motora de infrasonidos y se encuentra con Flicky, quien le dice que en realidad es una agente de la CIA asignada para ayudarlo. Son atrapados por Helga: Drummond escapa pero Helga sostiene a Flicky a punta de pistola. Petersen envía sus robots a buscar en la isla al agente fugitivo. Drummond es acorralado por el robot número 7, pero para su sorpresa, ella deliberadamente elige no revelar su ubicación.
Peregrine y Flicky son rehenes en la sala de control de Petersen y son obligados a presenciar la destrucción del SST1 mientras él pone su plan en acción. Drummond escala la pared del escondite de Petersen y salva al SST1 de la destrucción usando las ondas infrasonidas de Petersen contra él, destruyendo su sala de control. Petersen, Pandora y Helga aparentemente mueren en la explosión.
Drummond, Flicky, Peregrine y el robot número 7 escapan del caos posterior después de haber recuperado el dispositivo de infrasonido. Flicky se revela como una agente doble que trabaja para los rusos y escapa en la lancha motora con el dispositivo. Peregrine, queriendo «mejorar relaciones con Rusia», decide ir con ella. Cuando la base finalmente explota, Drummond encuentra consuelo en los brazos de la bella robot número 7, quien resulta no ser un robot después de todo.

## Reparto
- Richard Johnson como Hugh «Bulldog» Drummond.
- Daliah Lavi como la baronesa Helga Hagen.
- Beba Lončar como Pandora.
- James Villiers como Carl Petersen.
- Vanessa Howard como Robot No. 7.
- Maurice Denham como Dudley Mortimer.
- Robert Morley como Miss Mary.
- Sydne Roma como Flicky.
- Ronnie Stevens como Peregrine Carruthers.
- Virginia North como Robot No. 9.
- Adrienne Posta como el diario de Drummond.
- Florencia Desmond como Lady Manderley
- Nicholas Phipps como Lord Dunburry
- Yutte Stensgaard como el Robot No. 1.
- George Belbin como el mayor Newman.
- Richard Hurndall como presidente de Aircraft Company.
- Marga Roche como Birgit.
- Doug Sheldon como Kruger.
- Joanna Lumley como Robot No. 2 (sin acreditar).
- Maria Aitken como asistente de vuelo (sin acreditar).
- Shakira Caine como Robot Observer (sin acreditar).
- Johnny Briggs como controlador de tráfico aéreo (sin acreditar).
- John Paul como piloto de pruebas (sin acreditar).

## Producción
El rodaje comenzó en mayo de 1968 y se desarrolló principalmente en España. Uno de los lugares de rodaje británicos fue el National Gas Turbine Establishment en Farnborough. Se conocía como «Pyestock». El lugar sirvió como sede de la planta atómica británica donde se estaban probando los motores y los modelos de túnel de viento del ficticio SST1. Wycombe Air Park también se utilizó como ubicación en la película para la secuencia del planeador.
Joanna Lumley, que aparece sin acreditar como uno de los robots femeninos de Petersen en la película, también estaba trabajando en el set de la película de James Bond On Her Majesty's Secret Service al mismo tiempo, ya que ambas películas se produjeron en Pinewood Studios. Virginia North también trabajó en ambas películas simultáneamente.

## Recepción
La reseña contemporánea de The New York Times fue especialmente mordaz y calificó a Some Girls Do como «... primo lejano desconcertado de James Bond... Richard Johnson, (protagoniza) el sombrío Drummond de esta mezcolanza de intriga...». El crítico Leslie Halliwell descartó la película como «... melodrama de parodia abismal al estilo de los años 60; una parodia de un personaje famoso».

### Citas
1. ↑  Martin, Betty (1 de marzo de 1968). «Movie Call Sheet: Irreverent Views of the U.S.». Los Angeles Times. p. c15.
2. ↑  «Forum: 'Some Girls Do'». Britmovie (en inglés). 6 de agosto de 2018.
3. ↑  Weiler, A. H. (11 de febrero de 1971). «Some Girls Do' Arrives at the Victoria». The New York Times (en inglés).
4. ↑  Halliwell, 1977, p. 937.